# Syväri
Syväri ist ein See in der Landschaft Nordsavo im Osten Finnlands.
Er hat eine Fläche von 80,74 km² und liegt auf einer Höhe von 95,5 m.
Der See liegt innerhalb der Gemeindegrenzen von Kuopio und Lapinlahti.
Im Einzugsgebiet des Syväri liegen mehrere nordöstlich gelegene Seen: Nurmesjärvi, Sälevä, Korpinen, Älänne, Laakajärvi.
Über die Lastukoski-Stromschnellen fließt das Wasser des Sees zum südlich gelegenen See Vuotjärvi und weiter zum Iso-Kalla-Seensystem ab.
Der Nilsiän reitti-Wasserweg verläuft auf derselben Strecke und umgeht die Stromschnellen über einen Schifffahrtskanal. 
Der Touristenort Tahkovuori liegt am Ufer des Syväri.